# NGC 3091
NGC 3091 est une immense galaxie elliptique située dans la constellation de l'Hydre. NGC 3091 a été découverte par l'astronome germano-britannique William Herschel en 1785.

## Caractéristiques
Sa vitesse par rapport au fond diffus cosmologique est de 4 309 ± 26 km/s, ce qui correspond à une distance de Hubble de 63,6 ± 4,5 Mpc (∼207 millions d'al).
À ce jour, sept mesures non basées sur le décalage vers le rouge (redshift) donnent une distance de 54,743 ± 17,589 Mpc (∼179 millions d'al), ce qui est à l'intérieur des valeurs de la distance de Hubble. Notons cependant que c'est avec la valeur moyenne des mesures indépendantes, lorsqu'elles existent, que la base de données NASA/IPAC calcule le diamètre d'une galaxie et qu'en conséquence le diamètre de NGC 3091 pourrait être d'environ 173 kpc (∼564 000 al) si on utilisait la distance de Hubble pour le calculer. 

## Groupe de NGC 3091
NGC 3091 est un membre du groupe compact de Hickson 42,,. D'autre part, NGC 3091 est la plus grosse et la plus brillante galaxie d'un groupe de galaxies qui porte son nom. Le groupe de NGC 3091 compte au moins 5 autres galaxies : NGC 3052, NGC 3124, PGC 28926, MCG -3-26-6 et ESO 566-19.